# Заповіти (роман)
«Заповіти» (англ. The Testaments) — роман канадської письменниці Маргарет Етвуд, який вперше був опублікований у 2019 році. Це продовження відомого роману «Оповідь служниці» (1985). Події, що описуються в романі «Заповіти», відбуваються через 17 років після періоду, охопленого романом «Оповідь служниці». У романі «Заповіти» історія виникнення, існування і кінця Гілеаду розказана трьома жінками — головними героїнями, одна з яких — тітка Лідія, вже відома за романом «Оповідь служниці», друга — Агнес, молода жінка з Гілеаду, третя — Дейзі, дівчина, яка живе в Канаді .
2019 року роман Маргарет Етвуд «Заповіти» розділив престижну Букерівську премію з літератури з романом «Дівчина, жінка, все інше» Бернадіни Еварісто .

## Опис
Роман Маргарет Етвуд «Заповіти» побачив світ одночасно як книга, презентація якої відбулася в Лондоні в вересні 2019 року, і як аудіокнига. В аудіокнизі текст тітки Лідії прочитала Енн Дауд - акторка, яка грала роль Лідії в серіалі "Оповідь служниці". Маргарет Етвуд говорила, що саме те, як Енн Дауд зіграла роль тітки Лідії в серіалі, надихнуло її на написання нової книги — продовження роману "Оповідь служниці " .

## Нагороди та номінації
Роман був удостоєний Букерівської премії за 2019 рік . Він також був номінований на премію Гіллера (Scotiabank Giller Prize) 2019 року . Книга увійшла до короткого списку художньої книги 2020 року Британської книжкової премії. 